# Gedroogde zeedieren

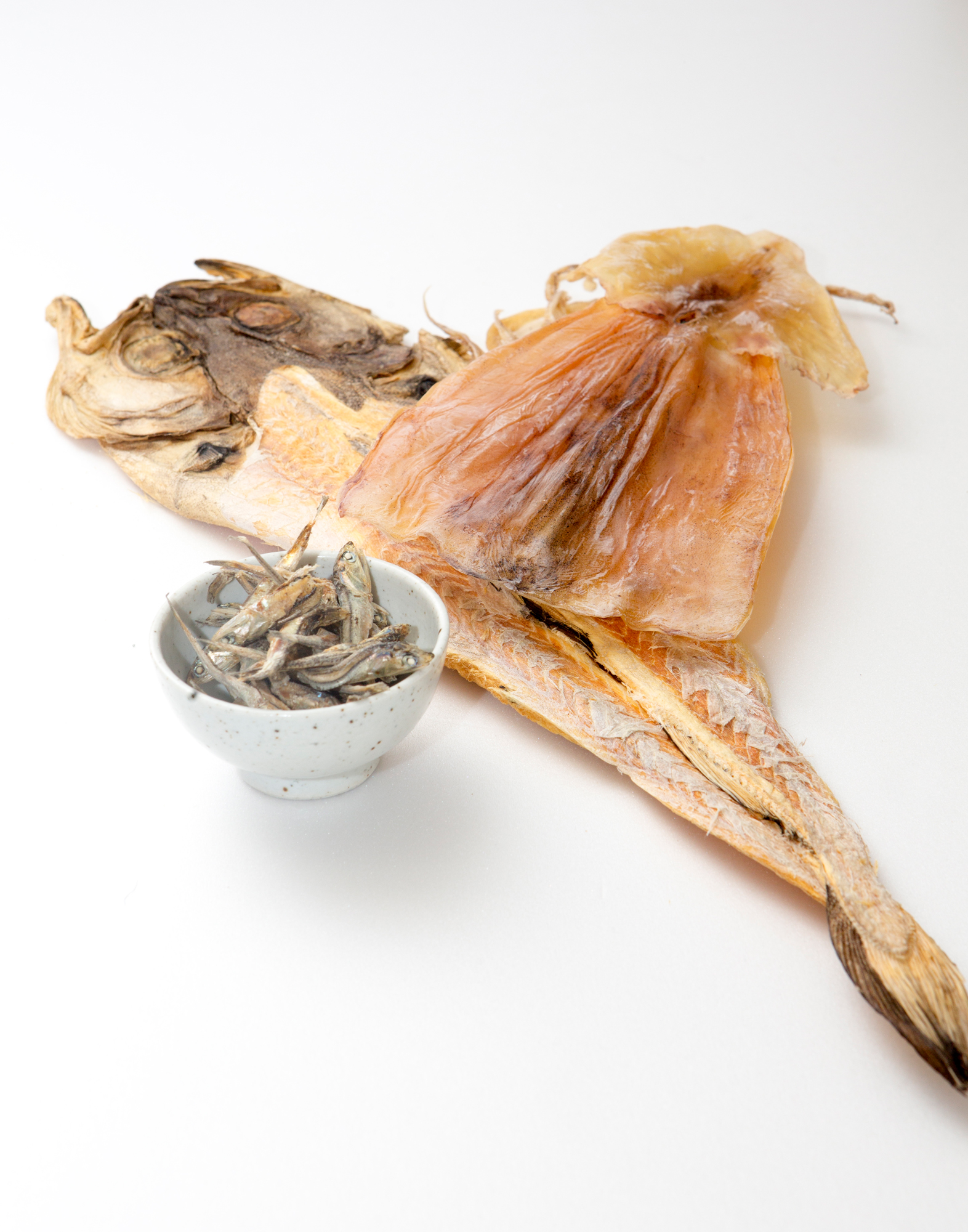
Gedroogde zeedieren

Gedroogde zeedieren, in China haiwei (Mandarijn) of hoimei (Cantonees) genoemd, zijn een delicatesse in Oost-Azië en Zuidoost-Azië.
De vier duurste gedroogde zeedieren zijn:
- Zeekomkommer (海參)
- Haaienvin (魚翅)
- Baoyu (鮑魚)
- Huajiao (花膠) (vissenmaag)

Andere bekende haiwei zijn bijvoorbeeld gedroogde gezouten vis, gedroogde mantelschelpen en gedroogde oesters. Haiwei zijn in bakken te koop in een haiweiwinkel (海味店). Deze zijn te vinden in China en grote Chinese buurten.
De haiwei worden gevangen door vissers. Vervolgens worden ze in de zon of wind gedroogd, of eventueel gerookt of gezouten.
Haimi wordt meestal gebruikt in soep, congee en gestoomde hapjes.